# Paul-José Mpoku
Paul-José Mpoku Ebunge (* 19. April 1992 in Kinshasa) ist ein belgisch-kongolesischer Fußballspieler. Er steht bei Incheon United in Südkorea unter Vertrag.

## Karriere
Nachdem Mpoku in seiner Jugend zunächst bei Standard Lüttich gespielt hatte, wechselte er im Alter von 16 Jahren aus familiären Gründen zu Tottenham Hotspur mit einer Vertragslaufzeit von vier Jahren.
In 2010/2011 wurde er von Tottenham an Leyton Orient verliehen. Dieser Verein spielte damals in der Football League One, der dritthöchsten englischen Liga. Die Leihe wurde mehrfach, zuletzt bis 30. April 2011 verlängert.
Mpoku wechselte dann vom Tottenham Hotspur zu Standard Lüttich zurück. Sein Debüt in der Jupiler Pro League gab Mpoku am 6. November 2011 gegen den FC Brügge (2:1). In der Rückrunde der Saison 2014/15 wurde er an den italienischen Verein Cagliari Calcio verliehen, der seinerzeit in der Serie B, der zweithöchsten italienischen Liga, spielte. Zum Saisonende gelang der Aufstieg. Mpoku wurde in der Saison 2016/17 erneut verliehen. Diesmal spielte er für den italienischen Verein Chievo Verona in der Serie A. Nach Ablauf der Leihe erfolgte zunächst ein endgültiger Wechsel zu Chievo Verona.
Kurz vor Ende der Transferfrist wurde Mpoku von Verona an den griechischen Verein Panathinaikos Athen verliehen. Nachdem er ein Jahr für Athen spielte, einigten sich die beteiligten Vereine und der Spieler über einen neuen Vertragsabschluss bei Standard Lüttich.
Mitte Januar 2020 wechselte Mpoku zu Al-Wahda FC in den Vereinigten Arabischen Emiraten. Dort blieb er anderthalb Jahre. Im Juli 2021 wechselte er zum türkischen Erstligisten Konyaspor, bei dem er einen Vertrag mit einer Laufzeit von zwei Jahren und einer Verlängerungsoption um ein weiteres Jahr unterschrieb. In der Saison 2021/22 wurde er bei 27 von 38 möglichen Ligaspielen, in denen er drei Tore schoss, sowie zwei Pokalspielen eingesetzt.
Nach den ersten drei Spielen der nächsten Saison, in denen er nicht eingesetzt wurde, kündigte Mpoku seinen Vertrag.
Nachdem er dann zunächst ohne Verein war, unterschrieb er im Dezember 2022 einen Vertrag für die neue Saison, die im Januar 2023 begann, bei Incheon United in Südkorea.

## Nationalmannschaft
Nachdem Mpoku insgesamt 43-mal (15 Tore) für diverse belgische Jugendnationalmannschaften gespielt hatte, entschied er sich ab 2015 für die A-Nationalmannschaft des Kongos anzutreten.

## Erfolge
- Belgischer Pokalsieger: 2018